# Marcel Oster
Marcel Oster (* 5. April 1989 in Suhl) ist ein ehemaliger deutscher Rennrodler.
Marcel Oster ist seit 2008 Polizeimeisteranwärter an der Bundespolizeisportschule Bad Endorf, lebt in Sülzfeld und startete für den RT Suhl. Er betreibt Rennrodeln seit 2000. 
Mit Toni Eggert trat er seit 2003 im Doppelsitzer an. Beide waren schon als Junioren erfolgreich. Im Doppelsitzer gewannen sie zweimal, 2007 in Cesana Pariol und 2008 in Lake Placid, die Junioren-Weltmeisterschaften, hinzu kommt ein Titel (2007) und ein zweiter Platz (2008) im Teamwettbewerb. Auch im Junioren-Weltcup erreichten sie große Erfolge. In der Saison 2005/06 erreichten sie den dritten Rang der Gesamtwertung, 2006/07 kamen sie auf den vierten Rang, 2007/08 gewannen sie die Gesamtwertung der Rennserie. In der letzten Junioren-Saison gewannen sie nicht nur die Gesamtwertung, sondern auch alle sechs Saisonrennen und zwei Rennen des Challenge-Cups. 2007 gewann Oster mit seinem Partner auch den Titel bei den deutschen Juniorenmeisterschaften. 
Seit der Saison 2008/09 gehörten beide dem deutschen B-Kader an und qualifizierten sich für den Start im Rennrodel-Weltcup. Dabei profitierten sie vom verletzungsbedingten Ausfall des Doppels André Florschütz/Torsten Wustlich. Gleich bei ihrem ersten Rennen konnte das Doppel als Achte unter die besten Zehn fahren. Es folgten zwei weitere Rennen mit derselben Platzierung. Für das vierte Rennen wurden Eggert/Oster von ihren direkten Konkurrenten um den Weltcup-Platz, Ronny Pietrasik und Christian Weise ersetzt, die jedoch als 15.-platzierte nicht an die Leistungen der Suhler anknüpfen konnten. Daraufhin starteten sie erneut in Cesana und erreichten als Siebtplatzierte ihr bislang letztes Resultat. Für den Rest der Saison ersetzte sie das nun wieder genesene Duo Florschütz/Wustlich Eggert und Oster. Die Weltcup-Saison 2008/09 beendeten sie mit 172 Punkten auf Platz 19. In der Saison 2009/10 starteten sie nicht im Weltcup und trennten sich nach der Saison. Seitdem bildet Toni Eggert zusammen mit Sascha Benecken ein Duo.